# Джхапа
Джхапа (непальск. झापा जिल्ला) — один из 75 районов Непала. Входит в состав зоны Мечи, которая, в свою очередь, входит в состав Восточного региона страны. Административный центр — город Бхадрапур.
Расположен в физико-географическом регионе Тераи. Граничит с районом Илам (на севере), районом Моранг зоны Коси (на западе), индийским штатом Бихар (на юге и юго-востоке) и индийским штатом Западная Бенгалия (на востоке). От крайней юго-восточной точки района Джхапа всего 13 км до границы с Бангладеш. По территории района протекает река Мечи, формирующая часть границы с Индией.
Благодаря плодородным почвам, Джхапа является крупнейшим в Непале производителем риса, а также, одним из крупнейших производителей пшеницы, джута, чая, бетеля, натурального каучука и других культур. На территории района имеются крупные лесные массивы.
Население по данным переписи 2011 года составляет 812 650 человек, из них 385 096 мужчин и 427 554 женщины. По данным переписи 2001 года население насчитывало 688 109 человек.